# Pontocytheroma arenaria
Pontocytheroma arenaria is een mosselkreeftjessoort uit de familie van de Cytheromatidae. De wetenschappelijke naam van de soort is voor het eerst geldig gepubliceerd in 1963 door Marinov.